# RideLondon Classique
De RideLondon Classique is een meerdaagse wielerwedstrijd voor vrouwen gehouden in Essex en Londen, Verenigd Koninkrijk. De wedstrijd werd in 2013, als de RideLondon Grand Prix, voor het eerst georganiseerd als eendagskoers.
In 2016 werd de wedstrijd toegevoegd aan de UCI Women's World Tour en veranderde de naam naar de huidige. De edities van 2020 en 2021 gingen vanwege de coronapandemie niet door. In 2022 keerde de wedstrijd als driedaagse etappekoers terug. Vanwege een andere datum op de kalender en de daaruit volgende organisatorische problemen, werd besloten de wedstrijd in 2025 over te slaan.

## Erelijst
| Jaar | Eerste                               | Tweede                               | Derde                                |
| ---- | ------------------------------------ | ------------------------------------ | ------------------------------------ |
| 2013 | Laura Trott                          | Hannah Barnes                        | Loren Rowney                         |
| 2014 | Giorgia Bronzini                     | Marianne Vos                         | Elizabeth Armitstead                 |
| 2015 | Barbara Guarischi                    | Shelley Olds                         | Annalisa Cucinotta                   |
| 2016 | Kirsten Wild                         | Nina Kessler                         | Leah Kirchmann                       |
| 2017 | Coryn Rivera                         | Lotta Lepistö                        | Lisa Brennauer                       |
| 2018 | Kirsten Wild                         | Marianne Vos                         | Elisa Balsamo                        |
| 2019 | Lorena Wiebes                        | Elisa Balsamo                        | Coryn Rivera                         |
| 2020 | Niet verreden vanwege coronapandemie | Niet verreden vanwege coronapandemie | Niet verreden vanwege coronapandemie |
| 2021 | Niet verreden vanwege coronapandemie | Niet verreden vanwege coronapandemie | Niet verreden vanwege coronapandemie |
| 2022 | Lorena Wiebes                        | Elisa Balsamo                        | Emma Norsgaard                       |
| 2023 | Charlotte Kool                       | Chloé Dygert                         | Elizabeth Deignan                    |
| 2024 | Lorena Wiebes                        | Charlotte Kool                       | Lotte Kopecky                        |

### Overwinningen per land
| Overwinningen | Land                                  |
| ------------- | ------------------------------------- |
| 6             | Nederland                             |
| 2             | Italië                                |
| 1             | Verenigd Koninkrijk, Verenigde Staten |

Mannen:
2011 · 
2012 (Olympische wegrit mannen / vrouwen) · 
2013 · 
2014 · 
2015 · 
2016 · 
2017 · 
2018 · 
2019 · 
2020 · 
2021 · 
2022 · 2023 · 2024 · 2025
Vrouwen: 2013 · 2014 · 2015 · 2016 · 2017 · 2018 · 2019 · 2020 · 2021 · 2022 · 2023 · 2024 ·  2025